# Spirit (Bauhaus)
Spirit è un singolo del gruppo musicale inglese Bauhaus, pubblicato nel 1982 come unico estratto dall'album The Sky's Gone Out.

## Descrizione
Il singolo venne distribuito in 7" dalla Beggars Banquet Records come regolare pubblicazione, col distintivo logo della band su entrambi i lati (di fronte nero su bianco, nel retro bianco su nero), e in versione picture disc in una busta in vinile trasparente con testo bianco stampato sul retro.
Il singolo ha raggiunto il n° 42 della classifica britannica.

## Tracce
Testi e musiche di Bauhaus.
1. Spirit – 3:39
2. Terror Couple Kill Colonel (Live) – 3:40

Durata totale: 7:19